# Frittlingen
Frittlingen là một thị xã ở huyện Tuttlingen trong bang Baden-Württemberg thuộc nước Đức. Dân số cuối năm 2006 là 2104 người.